# التن اسگندروف
التن اسگندروف (ترکی آذربایجانی: Eltun Xaləddin oğlu İsgəndərov; ۲۱ اکتبر ۱۹۹۰ – ۱۸ ژوئن ۲۰۰۹) نیروی نظامی افسر نیروی مرزبانی جمهوری آذربایجان بود. وی پس از مرگش نشان قهرمان ملی جمهوری آذربایجان را دریافت کرد.

## زندگی‌نامه
التن اسگندروف ۲۱ اکتبر سال ۱۹۹۰، در روستای احمدبی‌لی شهرستان ساموخ در جمهوری آذربایجان به دنیا آمد. در سال ۲۰۰۸ در نیروی مرزبانی جمهوری آذربایجان خدمت سربازی خود را آغاز نمود. التن اسگندروف که از وی به عنوان سرباز نمونه در دوره سربازی‌اش یاد می‌شود، در پاس خدمات ممتازش آرم سینه اخذ کرده بود. بعداً یک نامه قدردانی از سوی رهبری نیروی مرزبانی به خانواده اش ارسال شد.

## مرگ
التن اسگندروف در یک درگیری مسلحانه با قاچاقچیانی که قصد عبور غیرقانونی از مرز ایران و جمهوری آذربایجان را داشتند کشته شد. این واقعه در قرابت روستای اسدلی شهرستان جلیل‌آباد جمهوری آذربایجان اتفاق افتاد. طی درگیری التن اسگندروف خودش را روی یک نارنجک شلیک شده توسط مجرمان پرت کرد و همکارانش را از چنگ مرگ نجات داد. این دیگیری دو زخمی دیگری از میان مرزبانان آذربایجانی بر جای گذاشت. قاچاقچیان هم بر اثر شلیک متقابل نیروهای آذربایجانی کشته شدند. التن اسگندروف در قبرستان زادگاه خود به خاک سپرده شد.

## جوایز
- بنابر فرمان الهام علی‌اف، رئیس‌جمهوری آذربایجان، پس از مرگش به التن اسگندروف نشان قهرمان این کشور اهدا شد.[۳]
- در سال ۲۰۱۹، مدرسه ای در شهرستان ساموخ به اسم التن اسگندروف نام‌گذاری شده و لوح یادبود وی در آنجا نصب گردید.[۳]